# Dia da Língua Inglesa nas Nações Unidas
O Departamento de Informação Pública das Nações Unidas decidiu aprovar celebrar o 23 de abril como o Dia da Língua Inglesa nas Nações Unidas.

## Celebração
Em 19 de fevereiro de 2010, o Departamento de Informação Pública das Nações Unidas no documento OBV/853-PI-1926 aprovou a decisão de celebrar o 23 de abril Dia da Língua Inglesa nas Nações Unidas.